# Denis Pesce
Denis Pesce, né le 21 mai 1956, est un cavalier d'endurance français, médaille d'argent en individuel en 1994 aux Jeux équestres mondiaux. Il accompagne toute la carrière du cheval Melfénik, fils de Persik. Denis Pesce et Melfénik remportent leur premier CEI en 1985 à Montélimar et le décrochent à nouveau 12 ans plus tard.
Denis Pesce est le seul cavalier français à avoir remporté 8 fois l'épreuve mythique des 160km de Florac (48) avec Krempolis (2 victoires), Melfénik (3 victoires), Tex, Ratzia d'Alauze et Magida.